# Садовские (герба Любич)
Садовские — литовский магнатский род герба Любич.  В 1528 году Садовские входили в Реестр земли Дорогицкой и выставляли коней для литовского войска. С XV века род имел обширные земельные владения в Подляшье и Берестейщине и исполнял различные государственные должности в Великом княжестве Литовском.

## Первые письменные упоминания о Садовских в Великом княжестве Литовском
7 февраля 1520 года, в Вильне, Ян Миколаевич, маршалок земский, староста Дорогицкий и Слонимский, Юрий Иванович Ильинич, маршалок дворный господаря короля его милости, староста Берестейский, Ковенский и Лидский и Якуб Кунцович, конюший дворный и Троцкий господаря короля его милости, державец Василишский, Волкиницкий и Лепунский рассмотрели дело по жалобе пана Януша Костевича, воеводы Витебского, маршалка господаря короля его милости, державца Ожского, Переломского и Радунского на наместника Ейшиского пана Андрея Довойновича, подкоморего господаря короля его милости, державца Ейшиского, Садовского и других наместников.
21 января 1521 года, в Дорогичине, Андрей, Иван и Семён Садовские присутствовали при вынесении решения в суде по жалобе Дорогицкой земянки Софьи Якубовой Истебской на Дорогицких мещан.

## Обращение к представителям рода
Начиная с XVI века Садовские являлись королевскими урядниками и выполняли важные государственные поручения — от имени королевы Боны Сфорцы судили подданных, сопровождали великого князя Сигизмунда Августа в дальних поездках, представляли интересы короля на поветовых сеймиках, принимали участие в выборах короля, управляли королевским дворцом Кривая Берва. Позднее занимали должности каштелянов и принимали участие в работе Сейма Речи Посполитой.
В 1505 были приняты законы, уравнивающие шляхту, в связи с чем в документах нет прямого указания на княжеский титул Садовских:
- урядник королевы Боны (судил подданных королевы) в волости Озерищской и Усвяцкой Станислав Садовский (до 1554 года)[4];
- его милость (iego mosći pan) Кристоф (Крыштоф) Садовский (15 октября 1614 года)[5];
- его милость стольник его королевской милости (imć pan strukczaszy i.k.m.) Николай (Миколай) Садовский (18 августа 1672 года)[6];
- его милость вельможный пан (wielmożny imsći pan) Рейнхольд Садовский (3 февраля 1710 года)[7], его милость яновельможный пан (iasniewielmożny imći pan)(6 февраля 1716 года)[8] ;
- его милость яновельможный пан (iasnie wielmożny imći pan) Игнаций Садовский (17 июля 1733 года)[9].

## Происхождение рода
Род происходит из села Сады недалеко от города Дорогичин.
- Семён Садовский
  - Андрей Семёнович Садовский, государственный деятель Великого княжества Литовского, в июне-июле 1565 года обеспечивал ночлег великого князя Сигизмунда Августа, последнего монарха из Гедиминовичей, на его пути в Молодечно[11], господарский посол на поветовые сеймики Браславского и Веницкого поветов, созванных перед Берестейским сеймом в 1566 году[12][13], подсудок земский браславский и виницкий (назначен на должность Великим князем Литовским) и одновременно подстароста Браславский (1569—1579 года), посол на коронационный сейм первого выборного короля Генриха Валуа от Винницкого повята Браславского воеводства, проходившего в Кракове с 21 февраля по 3 апреля 1574 года,[14] владелец имения Гусинная Воля (Husinki), которое перешло по наследству сыновьям Кристофу (Крыштофу) и Станиславу Садовским, а также государева моста Добрынского, который он получил вместо ставка Лазуцкого у королевского дворянина Кучука[15], 10 марта 1574 года король Генрих на сейме в Кракове своим привилеем подтвердил права Садовского Андрея Семёновича на селищо Ермолинцы в Браславском повяте.
    - Кристоф (Крыштоф) Андреевич Садовский, сын Андрея Семёновича Садовского, государственный деятель Великого княжества Литовского, врадник коденский и кривоберский, староста Остринский, донатор, основатель католического костёла в имении Сады (ум. после 1596 г.)[16].
    - Станислав Андреевич Садовский, сын Андрея Семёновича Садовского, урядник, королевский тивун в Повонденской и Корклянской волостях в 1588 году[17](30 сентября 1527 года великий князь издал постановление, согласно которому почти все волости Жемайтии были поделены между князьями. Во все волости великий князь назначил тивунов.[18] С XVI века тивуны, как правительственные агенты исчезают, оставшись только на Жмуди, где они имели тоже значение, что и державцы)[19], крупный землевладелец[20][21][22].
    - Агнета Андреевна Садовская, жена Станислава Швейко, сына Марци из Швейки герба Тшаска[23].
      - Кристоф Станиславович Садовский, сын Станислава Андреевича Садовского, крупный землевладелец[24][25][26][27][28].

    - Станислав Иванович Садовский.
    - Войтех Садовский.
      - Войтехович Садовский, сын Войтеха Ивановича Садовского[29].
      - Адам Садовский, в 1567 году служил тивуну Виленскому в связи с чем во время переписи войска литовского сам не присутствовал, а выставлял за себя своего подданного, владел дворцом Лотвишки[30], женат на Марине Яновне Костомолоцкой
        - Яроним Адамович Садовский, сын Адама Садовского и Марины Яновны Костомолоцкой, женат на княгине Катарине Юражанке Гедройц, дочери князя Юрия Мартиновича Гедройц;
        - Станислав Адамович Садовский, сын Адама Садовского и Марины Яновны Костомолоцкой;
        - Андрей Адамович Садовский, сын Адама Садовского и Марины Яновны Костомолоцкой.

## Известные представители рода
- Кристоф (Крыштоф) Андреевич Садовский, староста Остринский, врадник Коденский и Кривоберский (королевский замок Кривая Берва), основатель костёла Святой Троицы, Пресвятой Девы Марии, Святого Кристофа и Святой Анны в имении Сады, крупный землевладелец, женат на княгине Анне Яновне Радзивилл (1525—1600), дочери князя Яна Николаевича Радзивилла (1492—1542) и Анны Костевич;
- Станислав Андреевич Садовский, урядник, королевский тивун, крупный землевладелец. 12 августа 1577 года в доме Станислава Садовского в имении Гусиная Воля состоялся приятельский суд об учинении справедливости по жалобе врадника киевецкого (им. Киево) Аврама Кливецкого от имени пана троцкого Остафия Воловича о ранении боярина его королевской милости Яцка Кузевича во время разбойного нападения Станислава Садовского на королевские земли[31] и от королевского подданного Киевецкой волости Яцка Кузевича о нападении на земли короля и избиении его, Яцка, и его жены. Жалобу Яцка признали необоснованной[32];
- Остафиан Садовский, посол на сейм 1611 года от Полоцкого воеводства[33];
- Фёдор Садовский, генерал его королевской милости в воеводстве Полоцком в 1667 году[34];
- Владислав Садовский, староста Острожанский, посол на сейм 1676 года;
- Николай Садовский, войсковой Брестский, каштелян Брестский (1698—1701), депутат генерального сейма 1672 года в Варшаве, посол на элекционный сейм 27 июня 1697 года короля Августа II от Брестского воеводства, женат на Анне Зембоцкой герба Слеповрон, дочери Стефана Зембоцкого[35] , войскового Брестского, владел совместно со Стефаном Садовским селом Малова Гора, которое в 1653 году они передали в залог Елизабете Мложевской Йезёрковской, а в 1690 году Николай Садовский вновь был владельцем села[36];
- Рейнхольд Николаевич Садовский, подстолий Брестский, писарь земский Брестский, каштелян Брестский (1710—1721), посол на элекционный сейм 27 июня 1697 года короля Августа II от Брестского воеводства, депутат Сандомирской конференции 11 июля 1705 года от Брестского воеводства;

- Йозеф Николаевич Садовский, ректор несвижского коллегиума (1732—1735), ректор виленской академии (1738—1741), профессор, доктор теологии и канонического права;

- Игнаций Леонард Садовский, староста Слонимский, меценат академии Виленской[37], основатель собора Рождества Христова во Владимире Волынском, женат на княгине Терезии Четвертинской.[38]

- Людовика Мария Садовская, жена Юзефа Бжостовского из Бжостова герба Стремя (1692—1745), писаря великого литовского (с 1715), старосты быстрицкого и мядельского, мать Бжостовского Станислава (1733—1769), воеводы Инфлянтского, старосты быстрицкого, Бжостовского Павла Ксаверия, писаря великого литовского, референдария великого литовского , Бжостовского Роберта, маршалка Трибунала Великого княжества Литовского и дочери Терезии, бабушка Бжостовского Михаила Иеронима (1762—1806), старосты Минского, посла на сейм от воеводства троцкого, повята троцкого[39].
- Станислав Костка Садовский, ловчий Бельский, староста Рокжицкий, маршалек конфедерации, посол на сейм 1784 года от Черниговского воеводства, женат на Франциске Ксаверии Потоцкой (дочке Йоахима Потоцкого, старосты Львовского и Евы Каёвской)[40].
- Каетан Садовский, староста Слонимский, член волынской порядковой комиссии в 1789 году[41].
- Иероним Садовский — последний владелец Чортковского замка, перед смертью в 1895 году завещал всё своё имущество на благотворительность; его душеприказчиком стал Орден сестёр милосердия в Старом Чорткове[42][43].

## Другие роды Садовских
В книге «Гербы рыцарства польского» (пол. Herby rycerztwa polskiego) Бартоша Папроцкого, изданной в 1584 году, указывается, что в Гнезно проживали Садовские древнего и знатного рода герба Наленч. 

## Подтверждение дворянства в России
После третьего раздела Речи Посполитой в 1795 году и Тильзитского мира 1807 года, по которому в состав России вошла Белостокская область, большая часть Садовских (герба Любич) оказались в Российской Империи.
Род Садовских был внесён во II часть (Роды, утверждённые Департаментом Герольдии Правительствующего Сената) родословной книги Седлецкой губернии в 1894 году.
Трагически сложилась судьба двоих вышеуказанных военнослужащих. Садовский Александр Стахиевич, 1872 г.р. расстрелян большевиками в Крыму, Садовский Владимир Стахиевич расстрелян большевиками в 1919 г. в Москве.

## Садовские (герба Любич) в XIX веке
В метрических книгах сохранилась информация о роде Садовских герба Любич в Лидском и Ошмянском повятах в XIX веке. Эта информация собрана в книге Чеслава Малевского, где приводятся данные о приходах, местах проживания и годах упоминания представителей рода.